# WOWOWラグビー中継
WOWOWラグビー中継（ワウワウ・ラグビーちゅうけい）は、WOWOW及びWOWOWオンデマンドで放送されているラグビー中継である。WOWOWラグビーと表記されることもある。

## 概要
2009年、日本開催されたブレディスローカップを放送したのが始まり。
2016年、シックス・ネイションズの放送権を獲得して、同年にはフランス選手権トップ14の放送権も獲得。
また2020年、過去のラグビーワールドカップを日本戦を中心に放送。
そして2021年、スーパーラグビーの放送権を獲得して、同年には日本戦の試合を始めて生中継した。

## 放送カード

### 現在
シックス・ネイションズ
2016年度から放送。
スーパーラグビー
2021年度から放送。
オータム・ネイションズシリーズ
テストマッチ
現在J SPORTSが中継しない注目カードを中継。
ザ・ラグビーチャンピオンシップ
ワールドラグビーセブンズシリーズ

### 過去
フランス選手権トップ14
2016年度から2018年度まで放送。

## 備考
- 日本テレビアナウンサーがWOWOWとのコラボ企画で実況したことがある[7]。